# Vinzenz Geiger
Vinzenz Geiger, född 24 juli 1997, är en tysk utövare av nordisk kombination.
Geiger ingick i det tyska lag som vann guld i lagtävlingen i Olympiska vinterspelen 2018. Vid olympiska vinterspelen 2022 i Peking tog han individuellt guld i normalbacke.